# Pseudonapomyza rampae
Pseudonapomyza rampae este o specie de muște din genul Pseudonapomyza, familia Agromyzidae, descrisă de Spencer în anul 1986.
Este endemică în Thailand. Conform Catalogue of Life specia Pseudonapomyza rampae nu are subspecii cunoscute.